# The Imitation Game
The Imitation Game è un film del 2014 diretto da Morten Tyldum.
La pellicola, con protagonista Benedict Cumberbatch nel ruolo del matematico e crittoanalista Alan Turing, è l'adattamento cinematografico della biografia del 1983 Alan Turing. Una biografia (Alan Turing: The Enigma), pubblicata dopo l'uscita del film anche col titolo Alan Turing. Storia di un enigma, scritta da Andrew Hodges.
Candidato a otto premi Oscar, il film si è aggiudicato quello per la miglior sceneggiatura non originale.

## Trama
Durante la seconda guerra mondiale, il brillante matematico britannico Alan Turing decide di offrire le sue capacità al governo della sua nazione per collaborare alla decifrazione dei messaggi segreti tedeschi, crittografati con la macchina Enigma. 
Turing si presenta al colloquio con il comandante Alastair Denniston e lo convince ad assumerlo nonostante non conosca il tedesco. I primi dissapori si manifestano quando comprende che non dovrà lavorare da solo, ma in collaborazione con altri brillanti matematici. Solitario e perfezionista, Turing non viene preso in simpatia dai suoi colleghi e dal suo capo Hugh Alexander.
Decifrare i messaggi criptati con la macchina Enigma è una missione ritenuta impossibile, in quanto si tratta di un dispositivo che presenta un'enorme quantità di possibili chiavi di codifica dei messaggi, e i tedeschi cambiano la chiave di codifica ogni giorno, allo scoccare della mezzanotte.
Divenuto capo del gruppo, con non pochi attriti con i colleghi ma con il sostegno del capo dell'MI6 Stewart Menzies, Turing decide di cambiare metodo: non più tentare di capire giorno per giorno quale sia la chiave, ma realizzare una macchina che decifri automaticamente ogni singolo messaggio. 
Per selezionare coloro che dovranno aiutarlo a costruire un elaboratore che renda comprensibili i messaggi nemici, fa pubblicare su un giornale un cruciverba da lui inventato, da risolvere in non più di sei minuti. Tra i candidati si presenta Joan Clarke, che svolge l'esame con una rapidità che batte quella dello stesso Turing. A questo punto Turing scrive una lettera al primo ministro Winston Churchill, chiedendogli un finanziamento di centomila sterline per costruire la macchina che deve impedire ai tedeschi di vincere la guerra. Con sorpresa di chi lo circonda, il finanziamento viene concesso. Nel frattempo, Denniston cerca di toglierlo di mezzo, prima accusandolo di essere una spia sovietica e, più avanti, minacciando di estrometterlo con la scusa che la macchina da lui ideata sta funzionando da giorni ed ancora non produce risultati.
Gli altri membri del gruppo, invece, sono ormai convinti della correttezza del suo approccio e si stringono attorno a lui, ottenendo un mese di proroga prima della sospensione del progetto. 
Per evitare che Joan torni a casa, come desiderano i suoi genitori, Turing le propone di sposarlo, senza però rivelarle di essere, in realtà, omosessuale.
Durante una serata in un bar, avviene la svolta: Turing comprende che bisogna restringere il numero di parole di cui cercare il significato, concentrandosi sulle ripetizioni, come quelle che compaiono nei bollettini meteorologici quotidiani, che iniziano e finiscono sempre con le stesse parole: intuendo che esse sono il saluto nazista Heil Hitler, il gruppo riesce a decifrare il primo messaggio, che parla dell'imminente attacco ad un convoglio. 
Si pone, a questo punto, il problema di non intervenire in modo sistematico contro gli attacchi nemici, in modo da evitare che i tedeschi comprendano che è stato trovato il modo di decifrare i loro messaggi. Questo comporta che alcuni obiettivi vengano considerati sacrificabili, per non insospettirli. Ciò pone un dilemma morale quasi insostenibile, ma ha infine successo e, quando la guerra termina vittoriosamente, si può finalmente festeggiare.
Diversi anni dopo, le autorità stanno indagando su Turing e sulla sua omosessualità (descritta nei flashback della sua vita in collegio), all'epoca considerata reato e punita molto severamente. Turing viene quindi condannato per atti osceni e gli vengono date due possibilità: essere incarcerato oppure sottoporsi ad una pesante terapia ormonale, la castrazione chimica. Turing, per non rinunciare a suoi studi e separarsi dalla sua macchina, sceglie la seconda alternativa. Qualche tempo dopo, Joan va a trovarlo e assiste al cambiamento fisico di Alan, che, distrutto psicologicamente, scoppia in lacrime mentre la donna cerca di confortalo dicendogli che grazie a lui il mondo è un posto migliore e che molte persone e ricerche scientifiche non esisterebbero senza il suo contributo.  
Alan Turing contribuì a salvare 14 milioni di vite, ma il 7 giugno 1954 si suicidò a 41 anni a causa del l'umiliazione subita dal governo Britannico. 

## Produzione
Lo script del film, inserito nel 2011 nella Black List delle migliori sceneggiature non prodotte a Hollywood, fu comprato da The Weinstein Company per 7 milioni di dollari allo European Film Market del Festival internazionale del cinema di Berlino.
Il film prende il nome dal test di Turing, un criterio per determinare se una macchina sia in grado di pensare, che Turing ideò e descrisse nell'articolo Computing machinery and intelligence, apparso nel 1950 sulla rivista Mind. Nell'articolo il matematico prendeva spunto da un gioco, chiamato "gioco dell'imitazione". Nel film Alan parla di questo gioco al poliziotto che, in commissariato, lo sta interrogando in quanto accusato di omosessualità.
Il budget della pellicola è stato di circa 15 milioni di dollari.

### Casting
I principali candidati per la regia erano Ron Howard e David Yates. Inizialmente per il ruolo del protagonista si era fatto il nome di Leonardo DiCaprio, ma si optò infine per Benedict Cumberbatch, il quale è lontanamente imparentato con Alan Turing nella vita reale; secondo il sito Ancestry i due sono cugini di 17º grado, con relazioni familiari risalenti al XIV secolo. Turing e Cumberbatch, inoltre, sono imparentati, tramite le rispettive linee paterne con il primo Conte di Somerset, John Beaufort. Cumberbatch, inoltre, si è laureato in Drammaturgia all'Università di Manchester, la stessa dove Turing condusse i suoi studi, e il padre dell'attore, Timothy Carlton Cumberbatch, ha frequentato la stessa scuola di Turing, la Sherborne School.

### Riprese
Le riprese del film cominciarono nel settembre del 2013 e terminarono l'11 novembre e si svolsero completamente in Inghilterra, tra Londra, Bicester, Chesham, Nettlebed, Sherborne e Bletchley Park.

## Promozione
Il primo trailer del film venne diffuso il 21 luglio 2014, mentre la versione italiana venne diffusa il 6 ottobre dello stesso anno.

## Distribuzione
Il film fu presentato in anteprima mondiale al Toronto International Film Festival l'11 settembre 2014 e aprì la 58ª edizione del London Film Festival l'8 ottobre 2014.
La pellicola è stata distribuita nelle sale cinematografiche statunitensi a partire dal 28 novembre 2014, mentre in quelle italiane è stata distribuita il 1º gennaio 2015.

## Accoglienza

### Incassi
Il film ha incassato 233 555 708 dollari globalmente, dei quali 91 125 683 dollari solo negli Stati Uniti.

### Critica
Sull'aggregatore Rotten Tomatoes il film riceve il 90% delle recensioni professionali positive con un voto medio di 7,7 su 10 basato su 287 critiche, mentre su Metacritic ottiene un punteggio di 71 su 100 basato su 49 critiche.

## Riconoscimenti
- 2015 – Premio Oscar
  - Migliore sceneggiatura non originale a Graham Moore
  - Candidatura per miglior film
  - Candidatura per miglior regista a Morten Tyldum
  - Candidatura per miglior attore protagonista a Benedict Cumberbatch
  - Candidatura per miglior attrice non protagonista a Keira Knightley
  - Candidatura per migliore colonna sonora a Alexandre Desplat
  - Candidatura per migliore scenografia a Maria Djurkovic e Tatiana Macdonald
  - Candidatura per miglior montaggio a William Goldenberg
- 2015 – Golden Globe
  - Candidatura per miglior film drammatico
  - Candidatura per miglior attore in un film drammatico a Benedict Cumberbatch
  - Candidatura per migliore attrice non protagonista a Keira Knightley
  - Candidatura per migliore sceneggiatura a Graham Moore
  - Candidatura per migliore colonna sonora originale a Alexandre Desplat
- 2015 – British Academy Film Awards
  - Candidatura per miglior film
  - Candidatura per miglior film britannico
  - Candidatura per migliore sceneggiatura non originale a Graham Moore
  - Candidatura per miglior attore protagonista a Benedict Cumberbatch
  - Candidatura per miglior attrice non protagonista a Keira Knightley
  - Candidatura per miglior montaggio a William Goldenberg
  - Candidatura per migliore scenografia a Maria Djurkovic e Tatiana MacDonald
  - Candidatura per migliori costumi a Sammy Sheldon Differ
  - Candidatura per miglior sonoro
- 2014 – Toronto International Film Festival
  - Miglior film
- 2015 – European Film Awards[16]
  - Candidatura per il premio del pubblico
- 2014 – ACE Eddie Awards
  - Candidatura per miglior montaggio per un film drammatico a William Goldenberg
- 2014 – AFI Awards
  - Migliori film dell'anno
- 2014 – St. Louis Film Critics Association Awards
  - Candidatura per miglior film
  - Candidatura per miglior regista a Morten Tyldum
  - Candidatura per miglior attore a Benedict Cumberbatch
  - Candidatura per miglior attrice non protagonista a Keira Knightley
  - Candidatura per miglior sceneggiatura non originale
- 2015 – American Society of Cinematographers
  - Candidatura per la miglior fotografia a Óscar Faura
- 2015 – Costume Designers Guild Awards
  - Candidatura per migliori costumi per un film ambientato nel passato
- 2015 – Directors Guild of America
  - Candidatura per il miglior regia a Morten Tyldum
- 2016 - Grammy Award
  - Candidatura per la miglior colonna sonora per un film a Alexandre Desplat

- 2015 – Empire Awards[17]
  - Miglior thriller
  - Candidatura per Miglior film
  - Candidatura per Miglior film britannico
  - Candidatura per Miglior attore a Benedict Cumberbatch
  - Candidatura per Miglior attrice a Keira Knightley
  - Candidatura per Miglior regista a Morten Tyldum
- 2014 – Critics' Choice Movie Award
  - Candidatura per Miglior film
  - Candidatura per Miglior attore a Benedict Cumberbatch
  - Candidatura per Miglior attrice non protagonista a Keira Knightley
  - Candidatura per Miglior cast corale
  - Candidatura per Miglior sceneggiatura non originale a Graham Moore
  - Candidatura per Miglior colonna sonora a Alexandre Desplat
- 2014 – Hollywood Film Awards
  - Miglior attore a Benedict Cumberbatc]
  - Miglior regista a Morten Tyldum
  - Miglior attrice non protagonista a Keira Knightley
  - Miglior compositore a Alexandre Desplat
- 2014 - National Board of Review of Motion Pictures
  - Migliori dieci film dell'anno
- 2015 – Motion Picture Sound Editors Golden Reel Awards
  - Candidatura per Miglior audio per dialoghi
- 2015 – Producers Guild of America
  - Candidatura per Miglior film
- 2015 – Satellite Award
  - Miglior sceneggiatura non originale a Graham Moore
  - Candidatura per Miglior film
  - Candidatura per Miglior attore a Benedict Cumberbatch
  - Candidatura per Miglior attrice non protagonista a Keira Knightley
  - Candidatura per Miglior regista a Morten Tyldum
  - Candidatura per Miglior montaggio a William Goldenberg
  - Candidatura per Miglior colonna sonora a Alexandre Desplat
  - Candidatura per Miglior scenografia a Maria Djurkovic
- 2015 – Screen Actors Guild Awards
  - Candidatura per Miglior attore in un film a Benedict Cumberbatch
  - Candidatura per Miglior attrice non protagonista in un film a Keira Knightley
  - Candidatura per Miglior cast in un film
- 2015 – VES Awards
  - Candidatura per Miglior effetti visivi di supporto in un film
- 2015 – Writers Guild of America Award
  - Miglior sceneggiatura non originale
- 2015 – Saturn Award[18]
  - Candidatura per Miglior film thriller

## Inesattezze storiche

### Lavoro di Turing
- Bletchley Park non era camuffato come una fabbrica di radio per nasconderne la finalità.
- Alan Turing lavorava part-time per il Government Code and Cypher School già nel 1938, quindi prima di trasferirsi con il suo team a Bletchley Park il 15 agosto 1939.
- Nel film risulta che Alan Turing non parla e non capisce il tedesco, mentre nella realtà lo aveva studiato ed era anche stato in Germania prima dello scoppio della guerra.[19]
- Nel film la macchina viene chiamata "Christopher", come l’amico d’infanzia di Turing; in realtà si chiamava 'Victory' o, più familiarmente, ‘Bomba’, poiché ispirata alla Bomba kryptologiczna progettata nel 1938 dal crittoanalista polacco Marian Rejewski. Il dispositivo sfruttava una debolezza nelle procedure operative tedesche, poi corretta nel 1940. Nel film si dice che la macchina era basata sulla macchina di Turing universale, tuttavia la Bomba usata per decifrare Enigma non lo era. Ad essere basata sugli studi sulla macchina di Turing universale era invece il Colossus, una macchina progettata a Bletchley Park da Max Newman e costruita dall'ingegnere Tommy Flowers, usata dal 1942 per decifrare i messaggi criptati con la cifratrice Lorenz SZ40/42.
- Nel film la macchina viene realizzata in un unico esemplare e la sua costruzione appare come un lavoro portato avanti con dedizione dal solo Turing, mentre gli altri scienziati, sia del suo gruppo che in generale, non fanno altro che ostacolarlo o ignorarlo. In realtà il dispositivo fu il risultato di un lavoro di gruppo e Turing ideò una nuova strategia per la macchina grazie al contributo del matematico Gordon Welchman[20] (apporto che nel film invece viene da Hugh Alexander). Nel 1940, inoltre, furono costruite più di duecento macchine Bomba sotto la supervisione di Harold Keen[21] del British Tabulating Machine Company.[22][23]
- Nel film sembra che a Bletchley Park ci sia un manipolo di crittografi totalmente incapace di ottenere alcun risultato fino a quando un'idea improvvisa di Turing consente loro di sconfiggere Enigma. Nella realtà, fin dal 1939, migliaia di persone stavano lavorando al progetto, in un percorso pieno di alti e bassi, mentre i tedeschi continuavano a cambiare il modo di usare Enigma.[24] Nel film inoltre viene prima costruita la Bomba e poi scoperto il modo di renderla utile, attraverso l'applicazione di un metodo conosciuto dai crittografi come crib,[25] un tipo di attacco in cui l'hacker conosce in parte il testo crittografato. In realtà accadde l'esatto contrario: la Bomba venne progettata per usare la tecnica dei crib come principale mezzo d'attacco.
- È totalmente inventata la scena in cui il team di Turing[26] decifra il messaggio che parla di un attacco a un convoglio su cui viaggia il fratello di uno dei crittografi, Peter Hilton, e decide di non intervenire per non far scoprire ai tedeschi di aver decifrato le loro comunicazioni: Hilton non ebbe mai un fratello in guerra e le decisioni su come utilizzare le scoperte della Bomba venivano prese a un livello molto più alto.[22]
- Turing non scrisse alcuna lettera a Churchill per chiedere di assumere la guida del progetto. Lui e i suoi colleghi, tra cui anche Hugh Alexander, chiesero invece al primo ministro un aumento delle risorse, richiesta che venne immediatamente esaudita.[22]
- L’arruolamento di Joan Clarke non avvenne tramite un cruciverba pubblicato su un giornale. La ragazza venne invece reclutata dal suo mentore scolastico Gordon Welchman, uno dei primi matematici giunti a Bletchley Park.[22] La Clarke, inoltre, non era l'unica crittoanalista di sesso femminile a Bletchley Park (dove comunque lavoravano molti più uomini che donne): per esempio nel suo team, oltre a lei, c'erano anche Rosalind Hudson e Judith Irene Bloomfield.[27]
- Turing fu fin dall'inizio il direttore del team, fino a quando si trasferì negli Stati Uniti nel 1942, per lavorare con i crittonanalisti della US Navy e venne sostituito dal suo vice Hugh Alexander, che de facto ricopriva già il ruolo di direttore, dato lo scarso interesse di Turing per l'ordinaria amministrazione. Turing tornò a Bletchley Park nel 1943, come consulente generale.[28]

### Vita e personalità di Turing
- Rappresentare Turing come una persona con grosse difficoltà nei rapporti umani ed affetta da sindrome di Asperger o da autismo non è storicamente corretto. È vero che alcuni scrittori e ricercatori hanno tentato una simile diagnosi a posteriori,[29] ma nella realtà, sebbene sia documentato che Turing avesse le sue eccentricità ed amasse lavorare da solo, esistono testimonianze anche della sua socialità e del fatto che avesse numerosi amici, che fosse dotato di un buon senso dell'umorismo e che non avesse alcun problema nel rapporto lavorativo con i colleghi.[24][30][31]
- Sono completamente infondati l'arresto nel 1941 e l'indagine in cui Turing viene accusato di essere una spia sovietica, occasione in cui viene rivelata l'omosessualità del matematico. Turing, in realtà, non fu mai indagato per spionaggio[23] e fu arrestato per omosessualità solamente nel 1952, quando, denunciando un furto nella propria casa, disse di sospettare che il ladro fosse un suo amante. Probabilmente, a causa della convinzione infondata che non avrebbe corso rischi data la discreta popolarità ottenuta con il lavoro su Enigma, Turing non nascose mai la propria omosessualità alle forze dell'ordine.[32]
- È una forzatura anche il mostrare un Turing diventato inabile al lavoro e incapace di pensare e di agire in modo lucido per via della castrazione chimica. Nonostante si sappia con certezza che la castrazione chimica gli causò una grossa debilitazione fisica e forti cambiamenti nel corpo, tra cui lo sviluppo del seno, è noto anche che Turing, mentre era sotto terapia, non smise mai di lavorare ed anzi si gettò a capofitto su nuove aree di ricerca, occupandosi di biologia e chimica e ottenendo risultati innovativi.[22][24]
- Nel film Turing viene ricattato da John Cairncross, che lo costringe a collaborare alla divulgazione ai sovietici di dati riservati; in realtà Turing e Cairncross lavoravano in aree distinte di Bletchley Park e non ci sono prove che si siano mai incontrati, né tantomeno che Turing abbia forzatamente collaborato con la spia sovietica.[22][24] Secondo la storica e scrittrice britannica Alex Von Tunzelmann, questa sarebbe pura diffamazione e non una licenza artistica.[23]
- Nel finale del film si racconta che Turing si suicidò dopo un anno di trattamento ormonale, a terapia ancora in corso. Nella realtà il matematico morì quattordici mesi dopo il termine della castrazione chimica ed il motivo del decesso non è mai stato accertato ed è tuttora dibattuto, anche se l'ipotesi predominante resta quella del suicidio tramite l'ingestione di una mela avvelenata, come dichiarato dall'indagine ufficiale. Per il biografo Andrew Hodges il suicidio in questa maniera richiamerebbe la fiaba preferita di Turing, Biancaneve. La madre, in una biografia uscita poco dopo la morte di Alan, la attribuì a un incidente fatale nel corso di un esperimento, tesi ripresa anche da Jack Copeland, direttore del Turing Archive for the History of Computing. Quest'ultimo suggerisce che l'indagine riguardo al decesso sia stata condotta dalla polizia in modo superficiale e non abbia saputo collegare i fumi di cianuro agli esperimenti chimici che Turing conduceva nella sua stanza.[22] Secondo altri, infine, Turing sarebbe stato indotto al suicidio dai servizi segreti britannici.[33]